# هارنا (کلیبر)
هارنا یکی از روستاهای استان آذربایجان شرقی است که در دهستان آبش‌احمد بخش آبش‌احمد شهرستان کلیبر واقع شده‌است.
جشنواره هارنا: جشنواره فرهنگی ورزشی عشایر قره قیه شهرستان کلیبر به مناسبت کوچ بهاره عشایر کلیبر هر ساله در اردیبهشت ماه برگزار می‌شود. این جشنواره در دو بخش فرهنگی و ورزشی برگزار می‌شود در بخش ورزشی مسابقات سوارکاری، تیراندازی با کمان بر روی اسب، مچ اندازی، والیبال ماسه ای، چوب کشی، طناب کشی و کشتی بومی برگزار می‌شود و حرکات آیینی بومی و محلی بخش دیگری از این جشنواره خواهد بود.